# Wang Kuo-huei
Wang Kuo-huei (* 12. September 1978) ist eine ehemalige taiwanische Leichtathletin, die im Weit- und Dreisprung an den Start ging und in beiden Disziplinen aktuell Inhaberin des Landesrekordes ist.

## Sportliche Laufbahn
Erste internationale Erfahrungen sammelte Wang Kuo-huei vermutlich im Jahr 1996, als sie bei den Juniorenweltmeisterschaften in Sydney mit 5,83 m den zwölften Platz im Weitsprung belegte. Im Jahr darauf siegte sie mit neuem Landesrekord von 6,56 m bei den Juniorenasienmeisterschaften in Bangkok und sicherte sich mit 13,26 m die Silbermedaille im Dreisprung. 1998 belegte sie bei den Asienmeisterschaften in Fukuoka mit 6,14 m den neunten Platz im Weitsprung und gewann im Dreisprung mit 13,30 m die Silbermedaille hinter der Chinesin Ren Ruiping. Anschließend belegte sie bei den Asienspielen in Bangkok mit 6,26 m und 13,25 m jeweils den sechsten Platz im Weit- und Dreisprung. Im Jahr darauf verpasste sie bei der Sommer-Universiade in Palma mit 6,22 m den Finaleinzug im Weitsprung und brachte im Dreisprung keinen gültigen Versuch zustande. 2000 belegte sie bei den Asienmeisterschaften in Jakarta mit 13,32 m den fünften Platz im Dreisprung und gelangte mit 6,16 m auf Rang sieben im Weitsprung. Im Jahr darauf schied sie bei den Studentenweltspielen in Peking mit 5,87 m in der Vorrunde im Weitsprung aus und wurde im Dreisprung mit 13,06 m 13. 2003 belegte sie bei den Asienmeisterschaften in Manila mit 13,25 m den sechsten Platz im Dreisprung und wurde mit 5,67 m Elfte im Weitsprung. Im Jahr darauf gewann sie bei den erstmals ausgetragenen Hallenasienmeisterschaften in Teheran mit 5,95 m die Bronzemedaille hinter der Chinesin Xu Bei und Jetty Joseph aus Indien und auch im Dreisprung sicherte sie sich mit 12,61 m die Bronzemedaille hinter der Chinesin Xie Limei und Svetlana Klimina aus Usbekistan. 2005 schied sie bei der Sommer-Universiade in Izmir mit 5,77 m in der Qualifikationsrunde im Weitsprung aus und brachte im Dreisprung keinen gültigen Versuch zustande. Anschließend belegte sie bei  den Ostasienspielen in Macau mit 6,04 m und 13,17 m jeweils den vierten Platz. In den folgenden Jahren bestritt sie nur noch vereinzelt Wettkämpfe und beendete dann 2013 endgültig ihre aktive sportliche Karriere.
In den Jahren 2000, 2005 und 2007 wurde Wang taiwanische Meisterin im Dreisprung sowie 2005 und 2007 im Weitsprung. Zudem wurde sie 2005 auch Landesmeisterin im 100-Meter-Hürdenlauf.

## Persönliche Bestleistungen
- 100 m Hürden: 14,02 s (+0,2 m/s), 23. Oktober 2007 in Tainan
- Weitsprung: 6,56 m (0,0 m/s), 5. November 1997 in Bangkok (taiwanischer Rekord)
  - Weitsprung (Halle): 5,97 m, 7. Februar 2004 in Teheran
- Dreisprung: 13,63 m (+1,3 m/s), 26. Dezember 1999 in Taoyuan (taiwanischer Rekord)
  - Dreisprung (Halle): 12,61 m, 8. Februar 2004 in Teheran (taiwanischer Rekord)